# 66. Sinfonie (Hovhaness)
Die 66. Sinfonie op. 428 von Alan Hovhaness (1911–2000), einem US-amerikanischen Komponisten mit armenisch-schottischen Wurzeln, wurde 1991 in Auftrag gegeben und im folgenden Jahr uraufgeführt. Sie trägt den Untertitel Hymn to Glacier Peak.

## Entstehung und Uraufführung

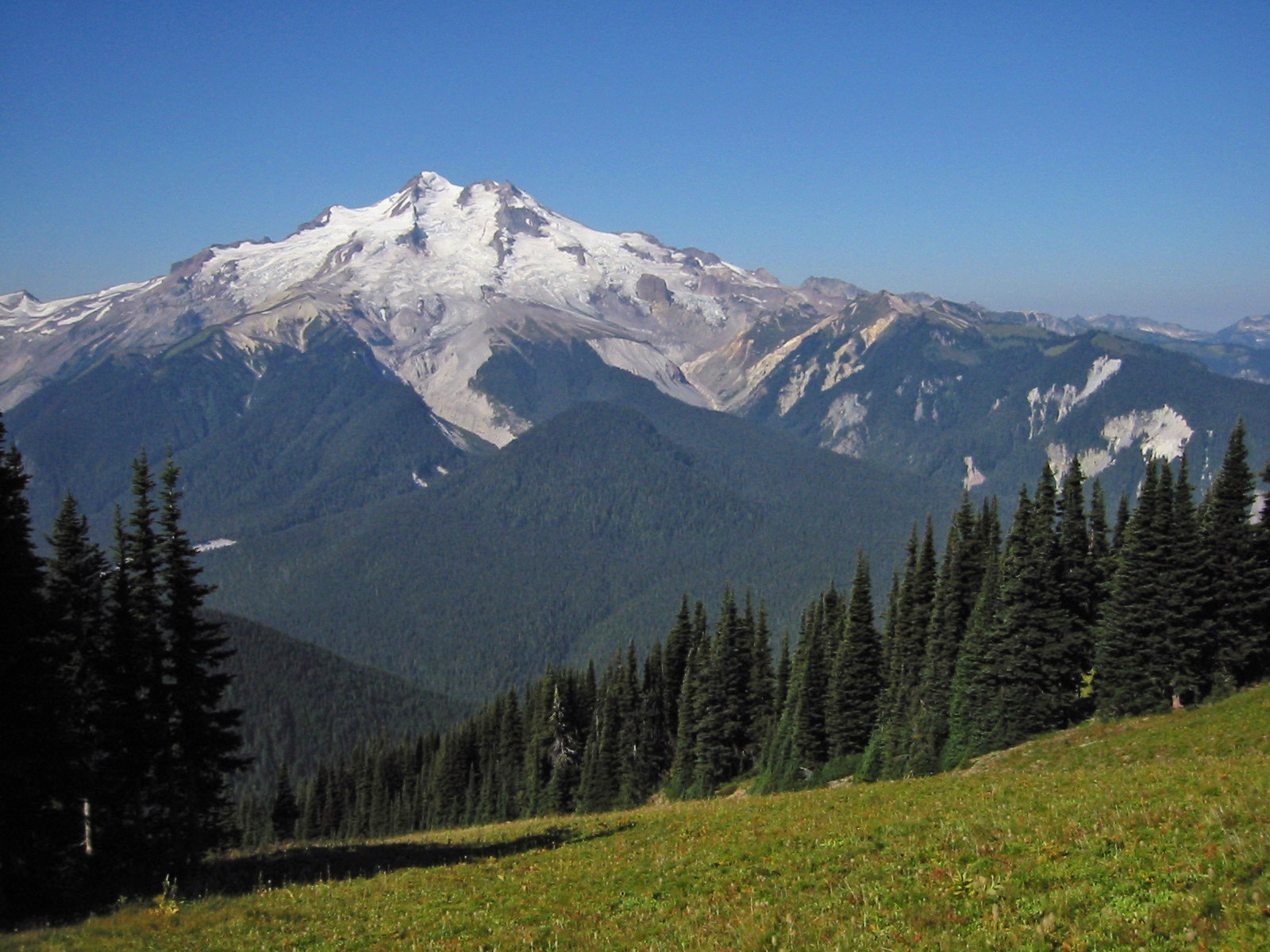
Glacier Peak

Alan Hovhaness war seit Beginn der 1970er-Jahre in Seattle ansässig. Nachdem er 1991 von der Seattle Youth Symphony anlässlich ihres 50-jährigen Gründungsjubiläums mit der Komposition einer Sinfonie beauftragt worden war, versah er das Werk mit dem Untertitel Hymn to Glacier Peak, einem von seiner Wohnung aus sichtbaren, 3213 m hohen Schichtvulkan in der Kaskadenkette. Die Uraufführung der 66. Sinfonie von Hovhaness (der vorletzten des Komponisten) fand am 10. Mai 1992 statt.

## Besetzung und Charakterisierung
Die Partitur verlangt ein großes Orchester folgender Besetzung: 3 Flöten, 2 Oboen (auch Englischhorn), 2 Klarinetten, 2 Fagotte, 4 Hörner, 3 Trompeten, 3 Posaunen, Tuba, Pauken, Schlagzeug, Harfe und Streicher.
Die Aufführungsdauer beträgt knapp 20 Minuten.
Die drei Sätze der 66. Sinfonie sind wie folgt überschrieben:
1. Andante maestoso
2. Love Song – Andante espressivo
3. Prelude and Fugue – Largo maestoso

Die Sinfonie gehört in die letzte Schaffensphase des Komponisten, in der ostasiatische Einflüsse gegenüber Strukturen der westlich-europäischen Musiktradition wieder zurücktreten. Am ehesten werden in dieser Phase japanische Elemente beibehalten, was auch dadurch erklärt werden kann, dass Hovhaness seit 1977 mit der japanischen Sopranistin Hinako Fujihara verheiratet war.
Ihre vergleichsweise einfache Faktur macht die 66. Sinfonie auch für Jugendorchester gut ausführbar. Auf motivische Arbeit und nennenswerte Entwicklungen der modal geprägten Harmonik wird zugunsten klarer Melodik und Orchesterfarben verzichtet.

### Aufbau
Der 1. Satz beginnt mit einem von den Streichern vorgetragenen Hymnus im 7/4-Takt, bei dem später Solo-Trompete, Posaune und Englischhorn hinzutreten. Auf ein orchestrales Crescendo und Reprise des Hymnus folgt eine anfangs tänzerische, sich dann beruhigende Episode der 3 kanonisch geführten Flöten über Paukenschlägen, bevor der Hymnus erneut wiederkehrt.
Der kurze 2. Satz Love Song ist in der handschriftlichen Partitur durch den Zusatz to Hinako als klare Widmung an Hovhaness’ Ehefrau erkennbar. Über Streicherpizzicati erklingen solistische Koloraturen von Flöte und Oboe.
Der Beginn des 3. Satzes enthält Reminiszenzen an den Hymnus des 1. sowie die Streichereinleitung des 2. Satzes. Dissonante Klänge von Glockenspiel und Flöte leiten zu einer Fuge über (Allegretto molto), die in einen Kanon mündet, bevor das Werk in triumphal-feierlicher Steigerung schließt.